# Кротов, Александр Иванович
Алекса́ндр Ива́нович Кро́тов (1893—1962) — российский и советский футболист, полузащитник, нападающий.

## Карьера
Всю игровую карьеру провёл в команде «Клуб спорта Орехово», которая после революции была переименована сначала в ЦПКФК, затем в «Красное Орехово», а сейчас известна как «Знамя Труда».
За сборную Российской империи сыграл свой единственный матч в 1914 году 12 июля против Норвегии и уже на пятой минуте забил свой единственный гол за сборную. Матч закончился ничьей 1:1 и, как оказалось, стал последним для сборной Российской империи в её истории.